# Luděk Mikloško
Luděk Mikloško (* 9. prosince 1961 Prostějov) je bývalý český profesionální fotbalový brankář, který ukončil svou hráčskou kariéru v roce 2001 v anglickém Queens Park Rangers FC. Mezi lety 1982 a 1997 odehrál 42 utkání v dresu československé, respektive české reprezentace.
Po ukončení své hráčské kariéry byl do roku 2010 trenérem brankářů anglického klubu West Hamu United, ve kterém dříve působil.

## Klubová kariéra
Vyučil se provozním zámečníkem.
Fotbalovou kariéru začal v Baníku Ostrava (dorostenec 1977–1980), poté na vojně v Chebu a následně se vrátil do Baníku Ostrava, kde působil v letech 1982–1990.
V roce 1990 přestoupil do anglického klubu West Ham United, kde chytal až do roku 1998, kdy byl prodán do klubu Queens Park Rangers FC.

## Reprezentační kariéra
V reprezentačním dresu nastoupil v letech 1982–1997 ve 42 utkáních, s reprezentací postoupil na mistrovství světa 1990.

## Trenérská a funkcionářská kariéra
Od roku 2001 působil jako jako trenér brankářů ve West Hamu United, kde byl až do roku 2010.
V říjnu 2022 začal působit ve vedení Baníku Ostrava, stal se členem představenstva klubu a získal rovněž zodpovědnost za sportovní řízení celého klubu.